# Виже-Лебрен, Элизабет
Мари́-Элизабет-Луи́за Виже́-Лебре́н, также Виже-Лебрён (фр. Élisabeth-Louise Vigée-Le Brun; 16 апреля 1755[…], Париж — 30 марта 1842[…], Париж) — французская художница, мастер светского портрета, автор подробных воспоминаний. Дочь портретиста Луи Виже, сестра писателя Этьена Виже и супруга художника и торговца произведениями искусства Жан-Батиста Лебрёна. Мать Элизабет, Жанна Мэссен, была парикмахером. Любимая художница королевы Марии-Антуанетты, после революции Виже-Лебрен была вынуждена покинуть Францию. В конце 1790-х годов работала в России.

## Биография

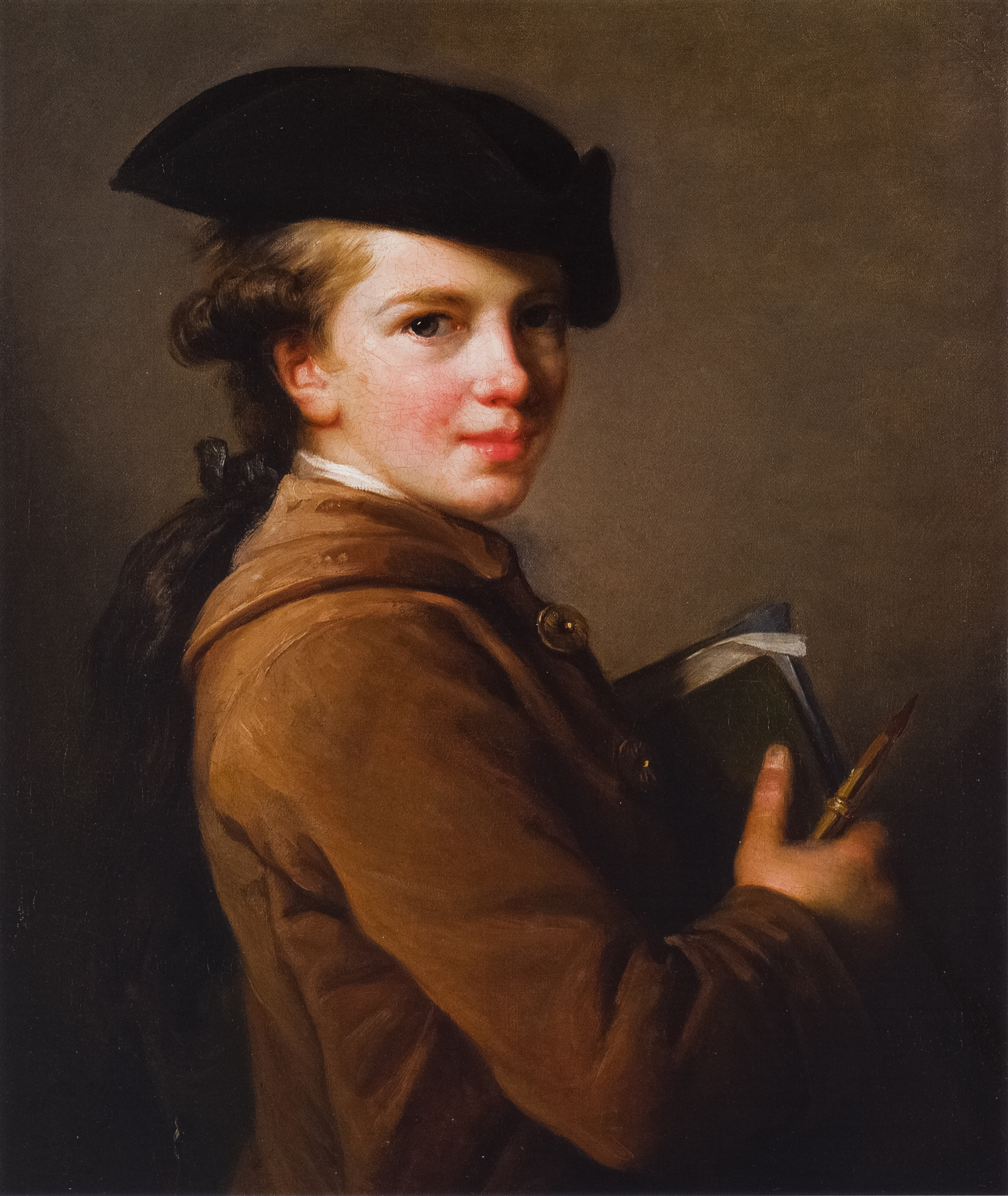
Портрет Этьена Виже (брата художницы), 1773, Художественный музей, Сент-Луис. США

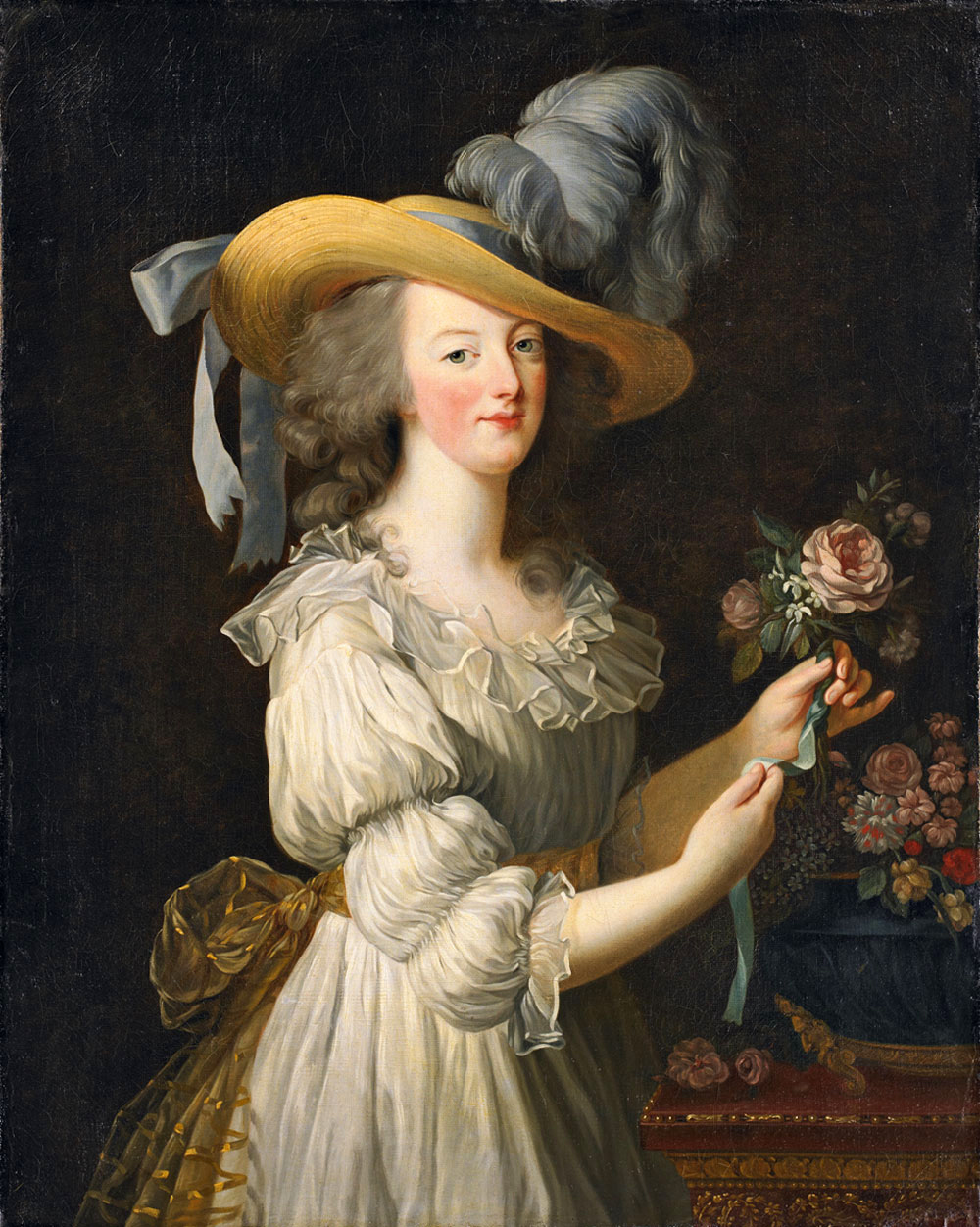
Портрет Марии Антуанетты. 1783. Холст, масло. Замок Вольфсгартен, Гессен

Мари-Лизетт училась живописи у своего отца, художника Луи Виже (1715—1767). После его смерти в 1767 году стала заниматься у Франсуа Дуайена, бывшего другом семьи. В 1769 году по его совету начала брать уроки у Габриэля Бриара, которые способствовали совершенствованию её профессиональных навыков. Благодаря тому, что Бриар, будучи членом Королевской академии живописи, имел мастерскую в Лувре, Виже смогла познакомиться с искусством таких мастеров, как Жан-Батист Грёз и Жозеф Верне, которые также помогали ей советами. Уже в конце 1760-х годов она рисовала и писала вполне профессионально: косвенным свидетельством её успеха может служить тот факт, что её мастерская была закрыта властями из-за отсутствия у юной художницы патента.
В 1770-х годах семья Виже обосновалась в доме на парижской улице Сент-Оноре, напротив дворца Пале-Рояль, и к пятнадцатилетней художнице стали поступать заказы. В тот период Виже находилась под покровительством двух богатейших дам Парижа: мадам де Верден, супруги генерального откупщика, и, что более важно, принцессы Марии-Аделаиды де Бурбон-Пентьевр, супруги герцога Шартрского, которая была на два года старше юной художницы. Виже часто отклоняла заказы на портреты от поклонников, которые таким способом пытались найти повод для встречи. Выйдя из семьи мелкой буржуазии, Виже заняла место среди влиятельных аристократов французского королевства, в числе которых был король Людовик XVI и его братья и сёстры, а также королева и видные члены королевской семьи; их объединяла принадлежность к одному поколению.
В 1776 году Э. Виже вышла замуж за художника и торговца живописью Жан-Батиста-Пьера Лебрена (1748—1813); в 1780 году у них родилась дочь Жюли. Связи мужа, происходившего из семьи Шарля Лебрёна, усилили популярность юной портретистки в среде французской знати и, в конце концов, Виже-Лебрен была приглашена в Версаль для работы над портретом королевы. Мария-Антуанетта высоко оценила работу художницы и стала давать ей новые заказы. В 1783 году благодаря её влиянию Виже-Лебрен была избрана в члены Королевской академии живописи и скульптуры.
C 1780-х годов Виже-Лебрен много ездила по Европе (часто вместе с мужем), работая в разных странах. В этих поездках были написаны портреты многих царственных особ, государственных деятелей и иных заметных фигур: так, в Голландии Виже-Лебрен писала будущего короля Виллема I, в России в 1795—1799 годах — последнего польского короля Станислава Понятовского, великую княгиню Анну Фёдоровну (жену великого князя Константина Павловича) и других членов императорского семейства. В различных странах Виже-Лебрен была избрана в местные Академии художеств.
Переждав таким образом французскую революцию, Виже-Лебрен вернулась во Францию по приглашению Наполеона Бонапарта и до 1814 года жила, главным образом, в своём поместье в Лувесьене, а когда с наступлением войск союзников на Париж поместье было занято прусской армией, вернулась в Париж. Виже-Лебрен оставила пространные мемуары, опубликованные во Франции в 1835—1837 годах, российская часть которых «Воспоминания г-жи Виже-Лебрен о пребывании её в Санкт-Петербурге и Москве, 1795—1801: С приложением её писем к княгине Куракиной» переведена и опубликована по-русски (СПб.: Искусство-СПб., 2004. — 298 с.).
Виже-Лебрен учредила, и по смерти завещала по 100 франков ежегодно, на чеканку золотой премиальной медали, которой награждался один из учеников Санкт-Петербургской Императорской Академии художеств по классу живописи.

## Творчество. Оценки и критика
Виже-Лебрен обладала фантастической работоспособностью. По её собственным словам, за свою жизнь она «написала шестьсот шестьдесят два портрета и около двухсот пейзажей». Манера письма её ясная и точная, едва ли не наибольшей живостью отличаются автопортреты, которые она писала много и охотно. Художница работала в период позднего классицизма, но «её популярности способствовало то, что она с большой гибкостью сумела соединить в своём искусстве главные веяния времени — классицизм и сентиментализм».
Её творческому методу не чужды были и элементы романтизма, но она никогда не переодевала свои персонажи в исторические костюмы, хотя писала, например, леди Гамильтон сивиллой или вакханкой, а писательницу мадам де Сталь — в образе героини её романа поэтессы Коринны. Художница наделяла своих героинь «нарочитой, кокетливой простотой, мало заботясь об их психологии… При этом неизменно идеализировала свои модели». Художница везде имела огромный успех. Умение нравиться и угождать она усвоила от Жан-Батиста Грёза, картины которого постоянно копировала. «Подобно искусному парикмахеру или ретушёру художница могла любую модель сделать красивой по моде своего времени».
В 1795—1801 годах, когда художница работала в Санкт-Петербурге, она также имела большой успех, однако показательно, что, несмотря на успех в аристократических кругах, присущая её живописи манерность вызвала неудовольствие императрицы Екатерины II, которая, будучи сторонницей «романтического классицизма на римский манер», высказала своё возмущение в письме барону Гримму о том, что Виже-Лебрен изобразила её внучек, великих княжон, в «обезьяних позах» (фр. attitudes de singe).

## Галерея

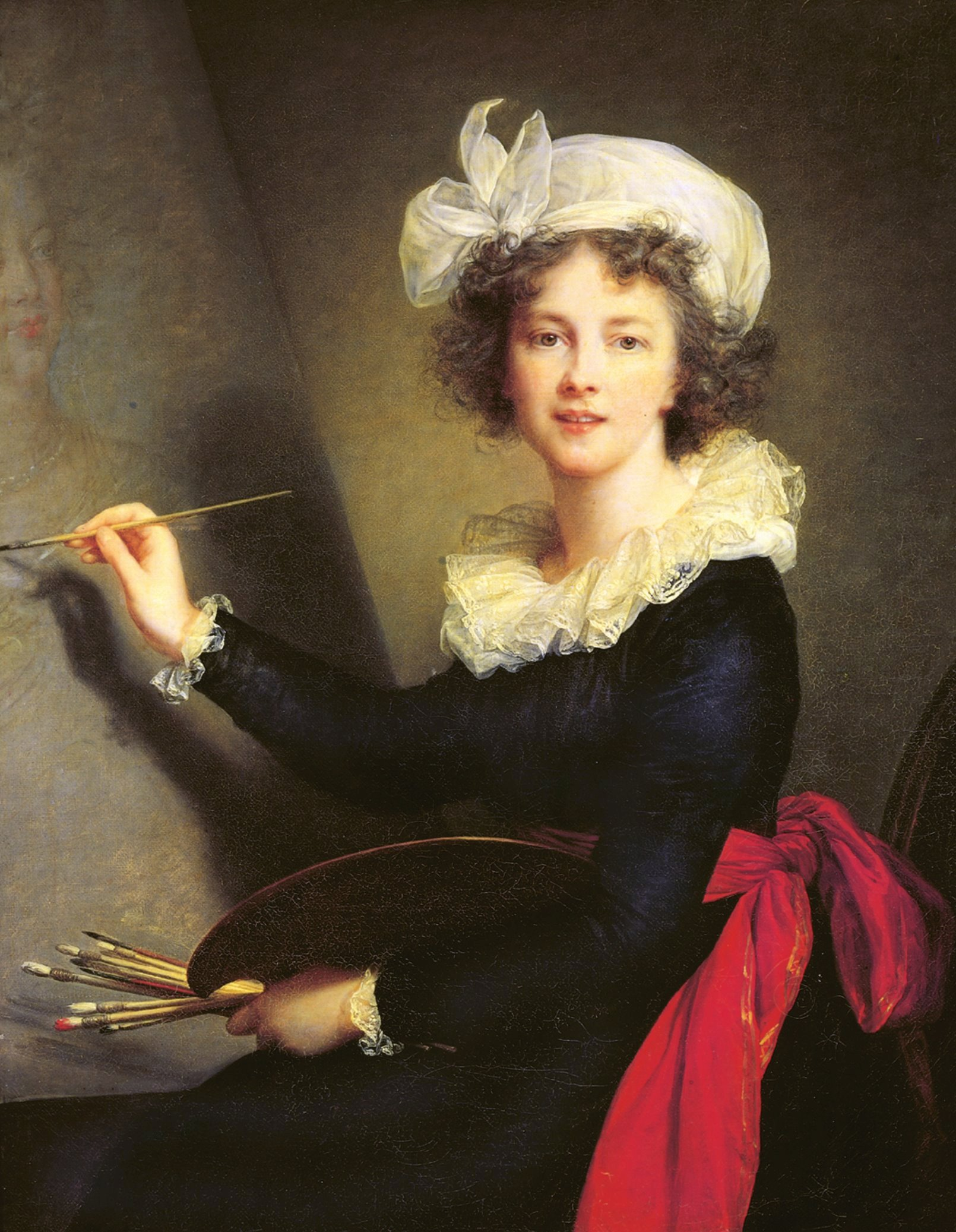
Автопортрет, 1790, галерея Уффици, Флоренция
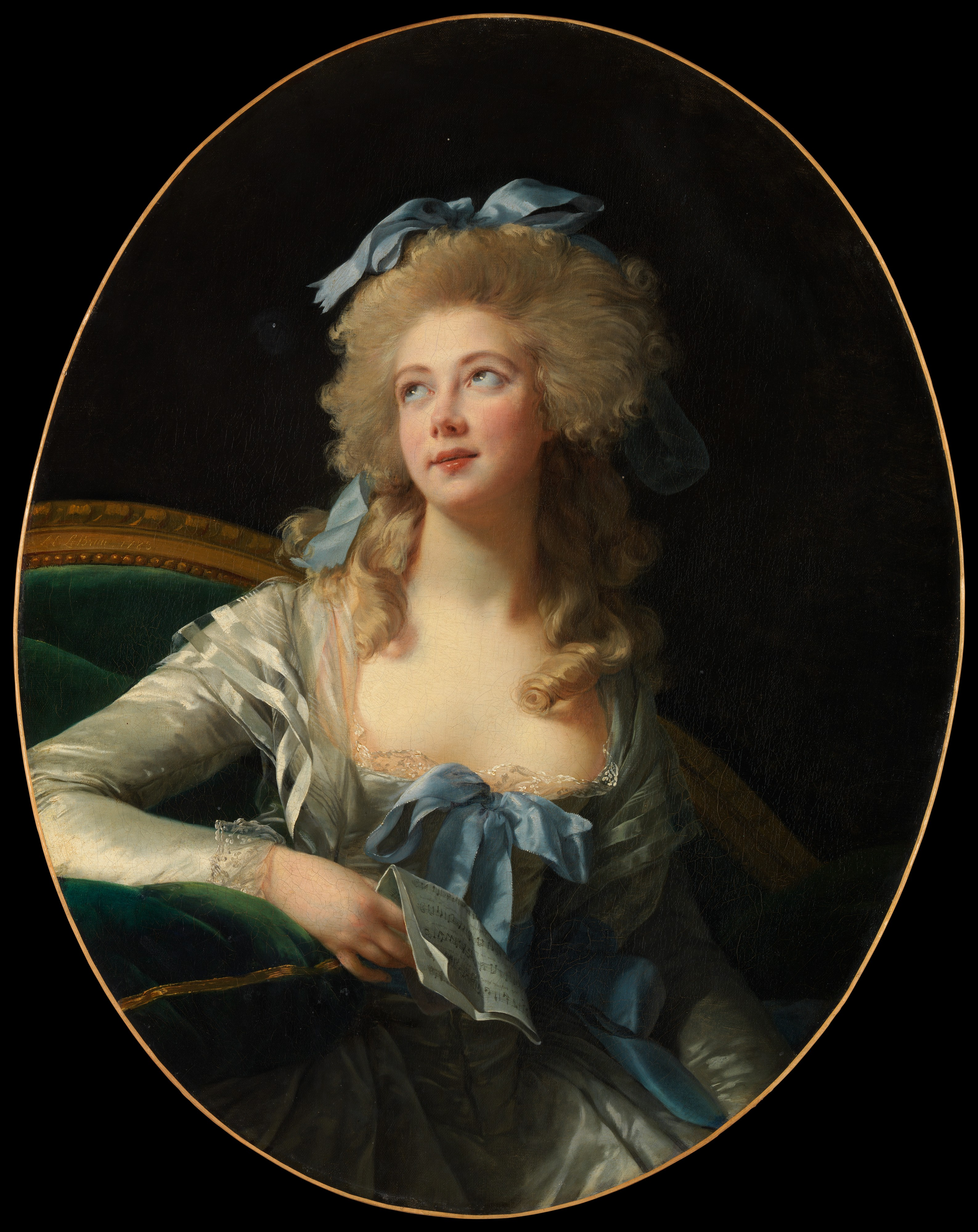
Мадам Гранд, 1783, Метрополитен-музей, Нью-Йорк.
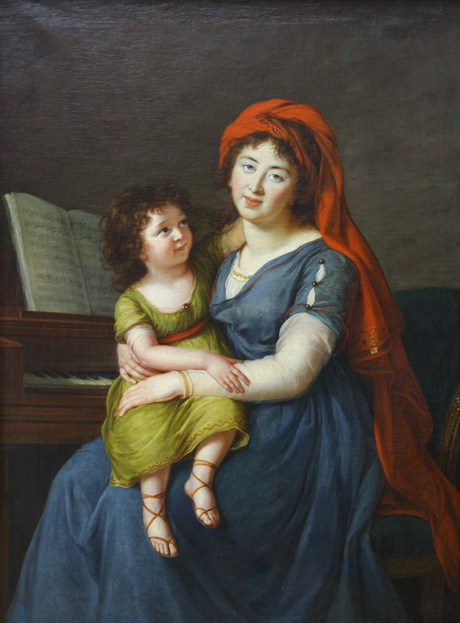
Портрет светлейшей княгини Екатерины Николаевны Меншиковой, урождённой Голицыной, супруги С. А. Меншикова, 1795, Национальная картинная галерея Армении, Ереван
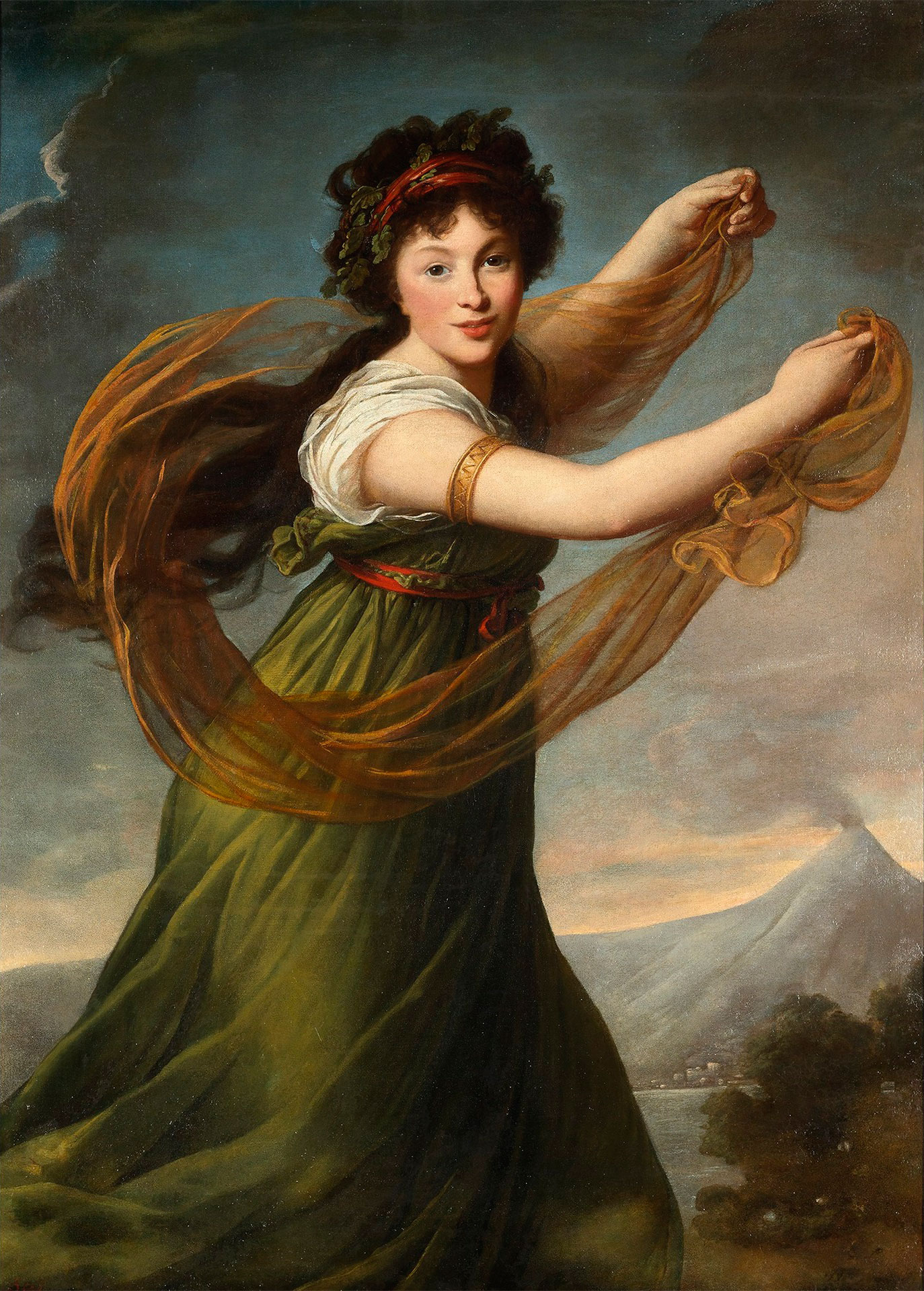
Пелагея Сапега (урождённая Потоцкая), 1794 Королевский замок, Варшава
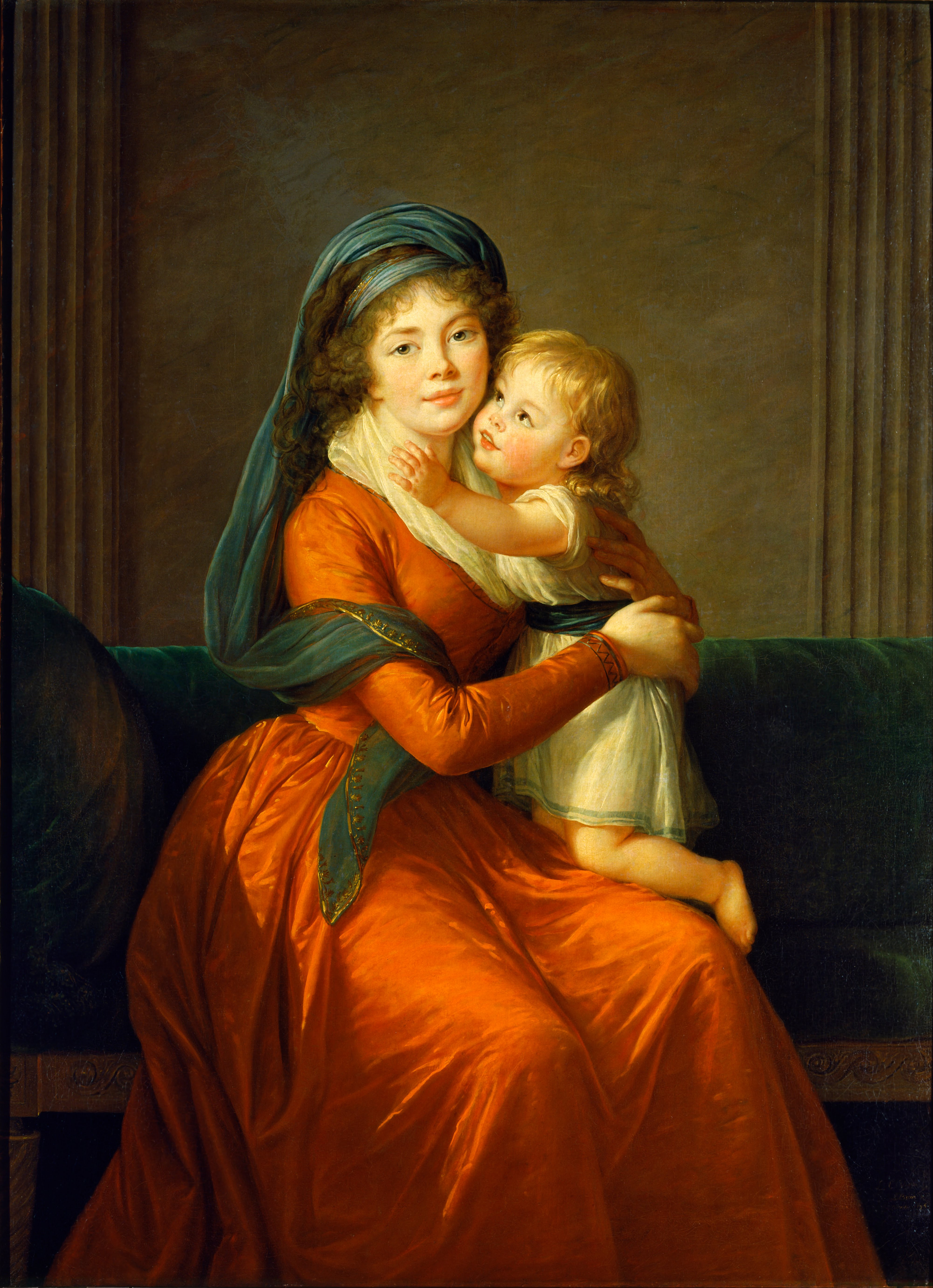
Портрет княгини Александры Голицыной с сыном Петром. 1794, Пушкинский музей, Москва.
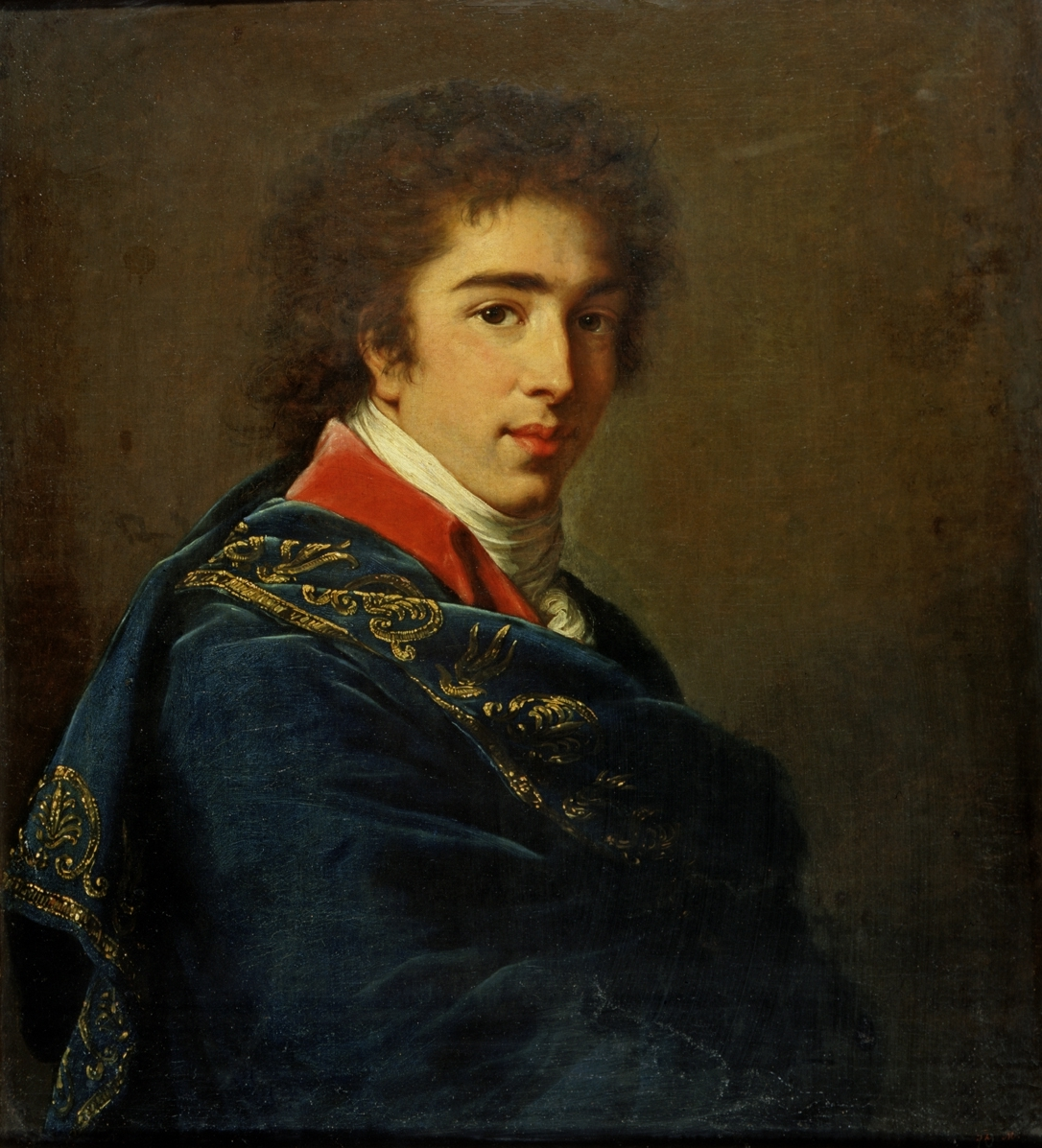
Портрет князя Ивана Ивановича Барятинского. 1800, Третьяковская галерея, Москва.
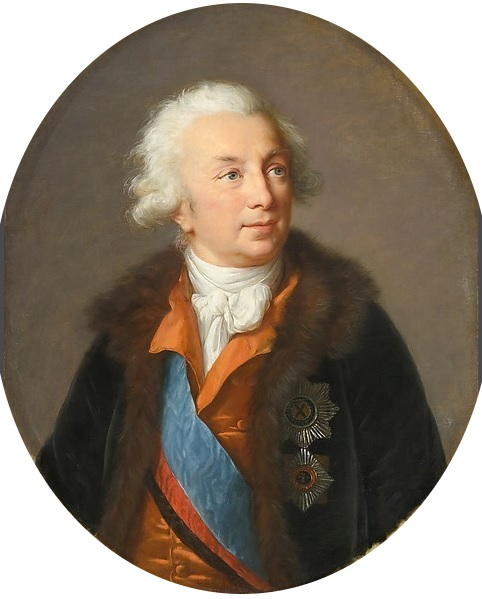
Портрет графа Ивана Ивановича Шувалова. Ок. 1797, Художественный музей Северной Каролины, Роли, США.
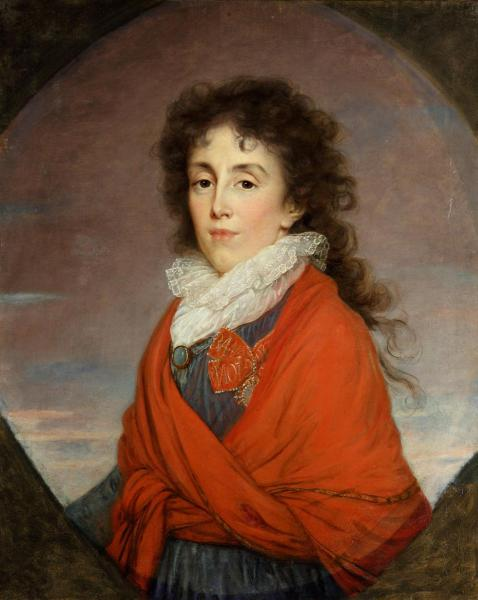
Портрет светлейшей княгини Екатерины Ильиничны Кутузовой, жены фельдмаршала М. И. Кутузова, 1797.
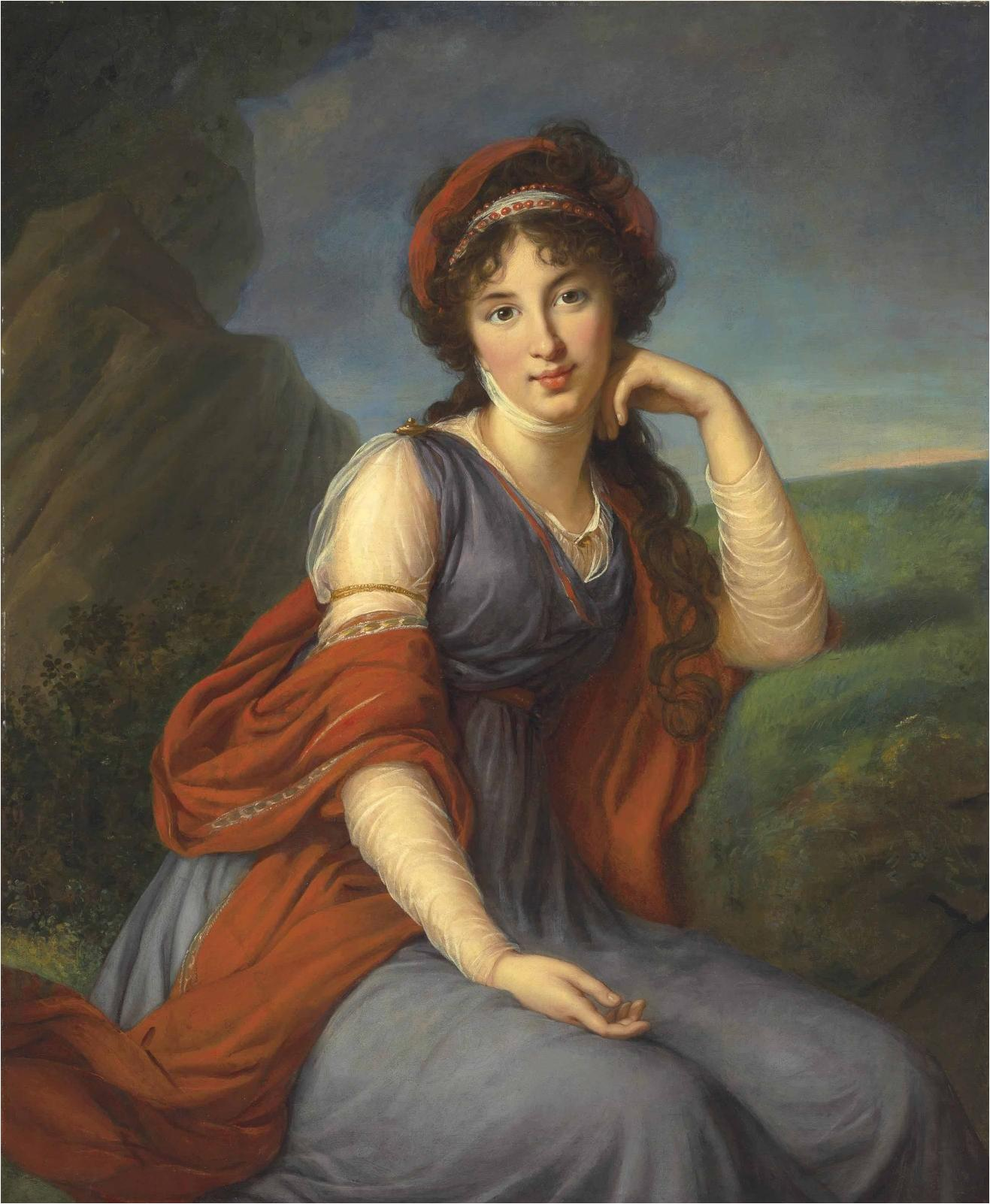
Княгиня Голицына, сидящая в три четверти. 1798. (урожденная княжна Вяземская (1772—1865), позднее графиня Разумовская.)
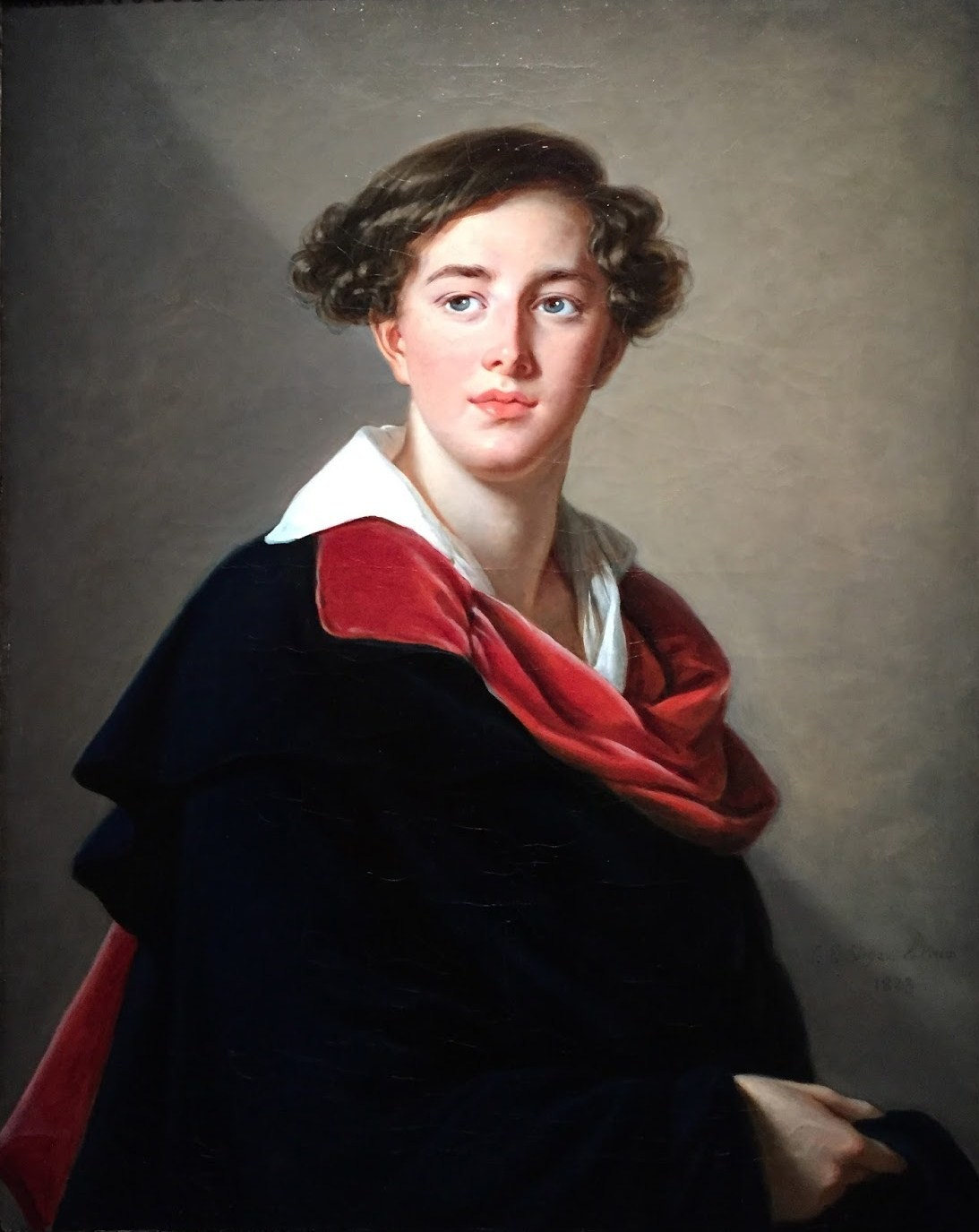
Граф Эммануил Николаевич Толстой (1802—1825), 1823.
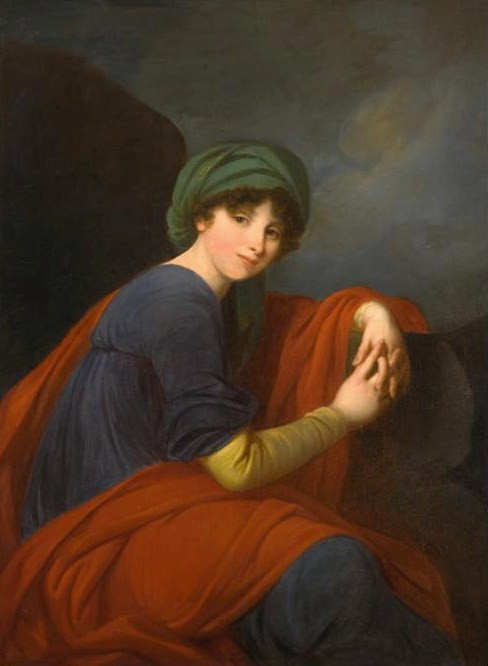
Анна Васильевна Бибикова, урождённая Ханыкова (1772—1826), 1790-е.
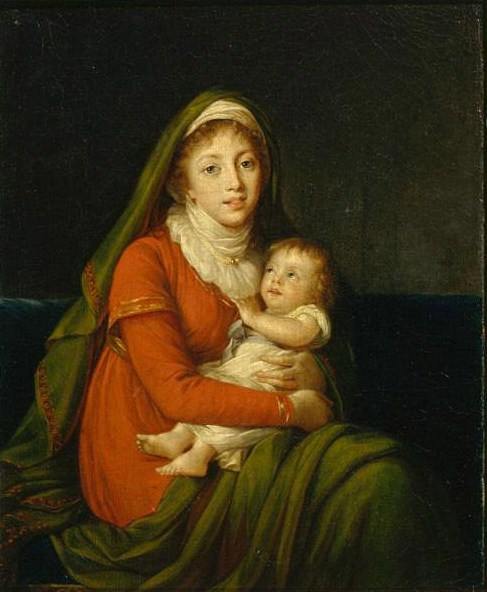
Графиня Софья Владимировна Строганова с сыном Александром Павловичем (1795—1814), 1795, Пушкинский музей, Москва.

## Примечания

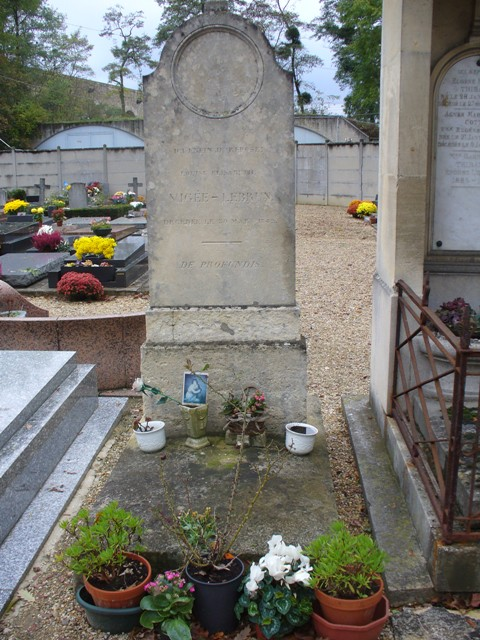
Надгробие Э. Виже-Лебрен на кладбище в Лувесьене